# Тюль (округ)
Тюль (фр. Tulle) — округ (фр. Arrondissement) во Франции, один из округов департамента Коррез (регион Новая Аквитания). Супрефектура — Тюль.
Население округа на 2006 год составляло 79 281 человек. Плотность населения составляет 31 чел./км². Площадь округа составляет 2564 км².